# Epyris
Epyris är ett släkte av steklar som beskrevs av John Obadiah Westwood 1832. Epyris ingår i familjen dvärggaddsteklar.
Släktet innehåller bara arten Epyris bilineatus.